# Luvia kyrka
Luvia kyrka (finska: Luvian kirkko) är en kyrkobyggnad i den finländska kommunen Luvia i landskapet Satakunta.
Kyrkan är en korskyrka av röd sandsten och byggdes mellan åren 1908 och 1910 efter ritningar av arkitekt Josef Stenbäck. Byggnaden är i nationalromantisk stil med influenser från jugendarkitektur. Kyrkans orgel är byggd av Kangasala orgelbyggeri 1968. Altartavlan är från 1912 och målad av Ilmari Launis.